# Circuito callejero de Las Vegas
El circuito callejero de Las Vegas (en inglés: Las Vegas Strip Circuit) es un circuito urbano de carreras que se construyó en la ciudad de Las Vegas, Estados Unidos, en Las Vegas Strip. Acoge al Gran Premio de Las Vegas de Fórmula 1 desde 2023.
La última vez que se incluyó a Las Vegas en el calendario de Fórmula 1 fue en 1982, con el Gran Premio de Caesars Palace. El evento tuvo lugar en noviembre de 2023, alrededor de Las Vegas Strip y justamente, cruza a un lado del sector del antiguo trazado. Es el tercer Gran Premio en Estados Unidos que se celebra en el calendario de 2023 después de Gran Premio de Miami y el Gran Premio de los Estados Unidos.

## Diseño
El circuito urbano de 6,201 km cuenta con 17 curvas y una recta de 1,9 km. El circuito corre en sentido contrario a las agujas del reloj y comienza en un estacionamiento en desuso (que fue remodelado para el área de pits y paddock, y contiene una pista permanente). 
La primera curva es una horquilla, y después de eso, el recorrido gira ligeramente a la izquierda y luego a la derecha, pasando del circuito permanente a las calles de la ciudad. Los autos recorren 800 m por Koval Lane, antes de entrar en un giro lento de 90 grados a la derecha y luego entrar en una largo y amplio giro a la izquierda que rodea el nuevo estadio MSG Sphere, antes de pasar por una sinuosa sección de izquierda a derecha (que es un cambio del diseño original) y luego una curva de que hace la transición a Sands Avenue. 
Luego, la pista pasa por dos curvas muy rápidas en Sands Avenue antes de girar lentamente a la izquierda en Las Vegas Strip. Esta es una sección plana de 1,9 km con dos rectas y un ligero giro a la izquierda que pasa por algunos de los hoteles y casinos más famosos de Las Vegas. Luego, el circuito pasa por una serie cerrada de curvas lentas hacia Harmon Avenue, baja por una recta de 800 m antes de girar a la izquierda muy rápido para completar la vuelta y hacer la transición de regreso a la pista permanente más allá de los pits.